# ألفرد ووكر (لاعب اتحاد الرغبي)
ألفرد ووكر (بالإنجليزية: Alfred Walker)‏ هو لاعب اتحاد الرغبي أسترالي، ولد في 1893 في سيدني في أستراليا، وتوفي في سبتمبر 1958.